# يان ماكسويل (ممثلة)
يان ماكسويل (بالإنجليزية: Jan Maxwell)‏ هي ممثلة أمريكية، ولدت في 20 نوفمبر 1956 في فارغو في الولايات المتحدة، وتوفيت في 11 فبراير 2018 في مانهاتن في الولايات المتحدة بسبب سرطان الثدي.

## ترشيحات
- جائزة توني عن فئة أفضل ممثلة في مسرحية موسيقية [الإنجليزية]‏ (2012)
- جائزة توني لأفضل ممثلة مسرحية [الإنجليزية]‏ (2010)
- جائزة توني لأفضل ممثلة بارزة في مسرحية [الإنجليزية]‏ (2007)
- جائزة توني لأفضل ممثلة بارزة في مسرحية [الإنجليزية]‏ (2010)

## وصلات خارجية
- يان ماكسويل على موقع IMDb (الإنجليزية)
- يان ماكسويل على موقع ميوزك برينز (الإنجليزية)
- يان ماكسويل على موقع قاعدة بيانات برودواي على الإنترنت (الإنجليزية)
- يان ماكسويل على موقع أول ميوزيك (الإنجليزية)
- يان ماكسويل على موقع ديسكوغز (الإنجليزية)
- يان ماكسويل على موقع قاعدة بيانات الفيلم (الإنجليزية)